# Fosterländska förbundet
Se även Fosterländska förbundet (1919-36)
Inte att blanda ihop med Fosterländska förbundet, en litterär och kulturell elevförening vid De Geergymnasiet i Norrköping.
Fosterländska förbundet var en 1893 i Stockholm bildad politisk högerorganisation, som enligt sitt ursprungliga program hade till uppgift att i främsta rummet "befordra en nationell politik vid den ekonomiska lagstiftningen", d.v.s. en protektionistisk tullagstiftning, samt vidare att arbeta för ett starkt försvar och för bevarandet av unionen mellan Sverige och Norge på grundval av likställighet i skyldigheter som villkor för likhet i rättigheter. I rösträttsfrågan var förbundet motståndare till allmän rösträtt "utan tillförlitliga garantier".
Förbundet, som genom lokalavdelningar, broschyrer, tidningsartiklar och valagitationer verkade för sina syften, hade tidvis en betydande roll, men trädde senare tillbaka som politisk organisation, med undantag för den ännu i början av år 1908 mycket aktiva lokalavdelningen i Göteborg, för det 1904 grundade Allmänna valmansförbundet (nuvarande Moderata samlingspartiet). Göteborgsavdelningen anslöt sig först 1908 till detta högerförbund.
Fosterländska förbundet upplöstes 1913 och dess tillgängliga medel överlämnades som gåva till Föreningen för Stockholms fasta försvar. Allmänna valmansförbundet i Göteborg bildade dock i december 1918 åter en fristående organisation med namnet Borgerliga valförbundet.